# Neolamprologus furcifer
Espèce
Statut de conservation UICN

 LC  : Préoccupation mineure
Poisson de la famille des cichlidés, Neolamprologus furcifer est une espèce pétricole (lithophile). Le genre Neolamprologus est endémique du lac Tanganyika. Ne pas confondre avec Cyathopharynx furcifer.

## Reproduction
Neolamprologus furcifer est un pondeur sur substrat caché. La femelle dépose sur un rocher à l'abri de la lumière une petite quantité d'œufs, qui sont ensuite fertilisés par le mâle. Après éclosion le mâle et la femelle gardent le frai.

## Aquariophilie
Neolamprologus furcifer est une espèce relativement difficile, et donc réservée à des aquariophiles ayant déjà une certaine expérience.